# Ex chiesa dei Santi Jacopo e Lorenzo
La ex-chiesa dei Santi Jacopo e Lorenzo si trova in via Ghibellina, nel tratto tra via delle Conce e via delle Casine, a Firenze.

## Storia
La chiesa era annessa ad un antico convento di suore francescane di Santa Chiara, fondato nel 1363, che occupava l'intero isolato fino a via dei Conciatori. La consacrazione vera e propria avvenne nel 1448, ma poiché danneggiata da ripetute alluvioni, fu ricostruita dal 1542 dall'architetto Antonio Lupicini su incarico di Leonardo Buonafede (il cui nome compare sull'iscrizione nel portale) e corredata da notevoli opere d'arte. Tra le clarisse si formò spiritualmente, dai 9 ai 19 anni, la futura beata Eleonora Ramirez de Montalvo, fondatrice delle Montalve a villa La Quiete.
L'interno presenta un matroneo superiore da dove le clarisse potevano assistere alle funzioni, separate dai fedeli. Dopo la soppressione napoleonica del 1808, la chiesa col convento venne assegnata alla Compagnia dei Librai e Stampatori, intitolandosi così anche a "San Giuliano dei Librai". Il convento fu usato come laboratorio e in seguito anche la chiesa venne sconsacrata e utilizzata come deposito di materiali vari.
Dopo aver ospitato una tipografia, oggi l'edificio è inutilizzato.
Negli ambienti dell'ex monastero, tra XIX e XX secolo, sorse un teatro, il Teatro Brendel, dove recitò anche Eleonora Duse.
Sul portale si legge l'iscrizione: DEO AC DIVO JACOBO ÆDEM FVNDITVS ÆDIFICAVIT / LEONARDVS BONAFIDES EPVS CORTONENSIS / M.D.XXXX.III e più sotto MON: INSTAVR.T MDCCLXVI.
Per quanto oggi scarsamente leggibili, a fianco della colonna di destra del portale si trovano le tracce dei livelli delle acque raggiunti in alcune alluvioni di Firenze, registrati tuttavia da alcune fonti antiche: a circa 1,25 m si trova il segno del 1758, a 1,34 del 1547, a 1,60 del 1740, a 1,68 quello del 1844, mentre a ben 4,03 metri è situato quello del 1557, superato nel 1966 a 4,74 metri. 

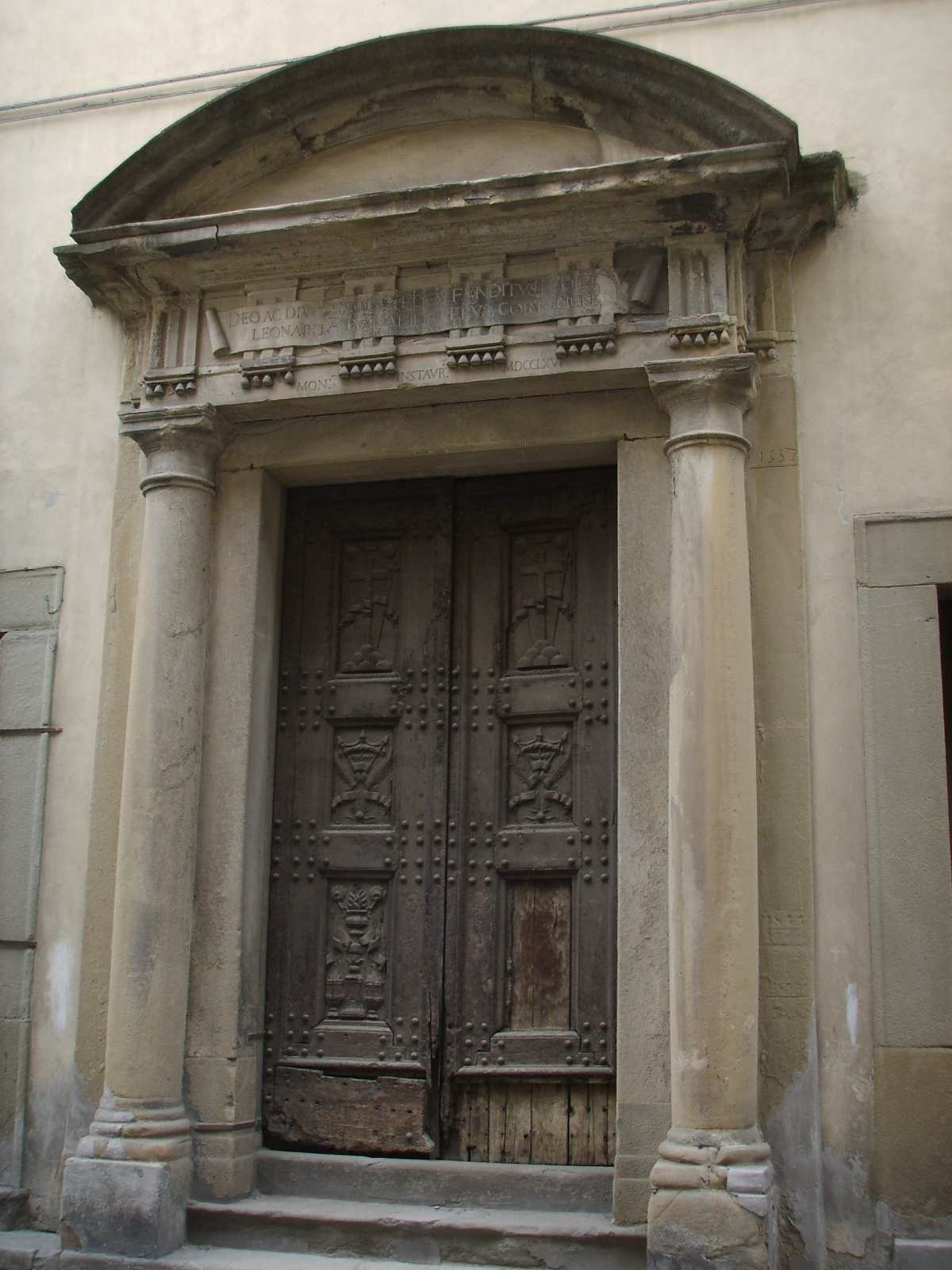
Il portale
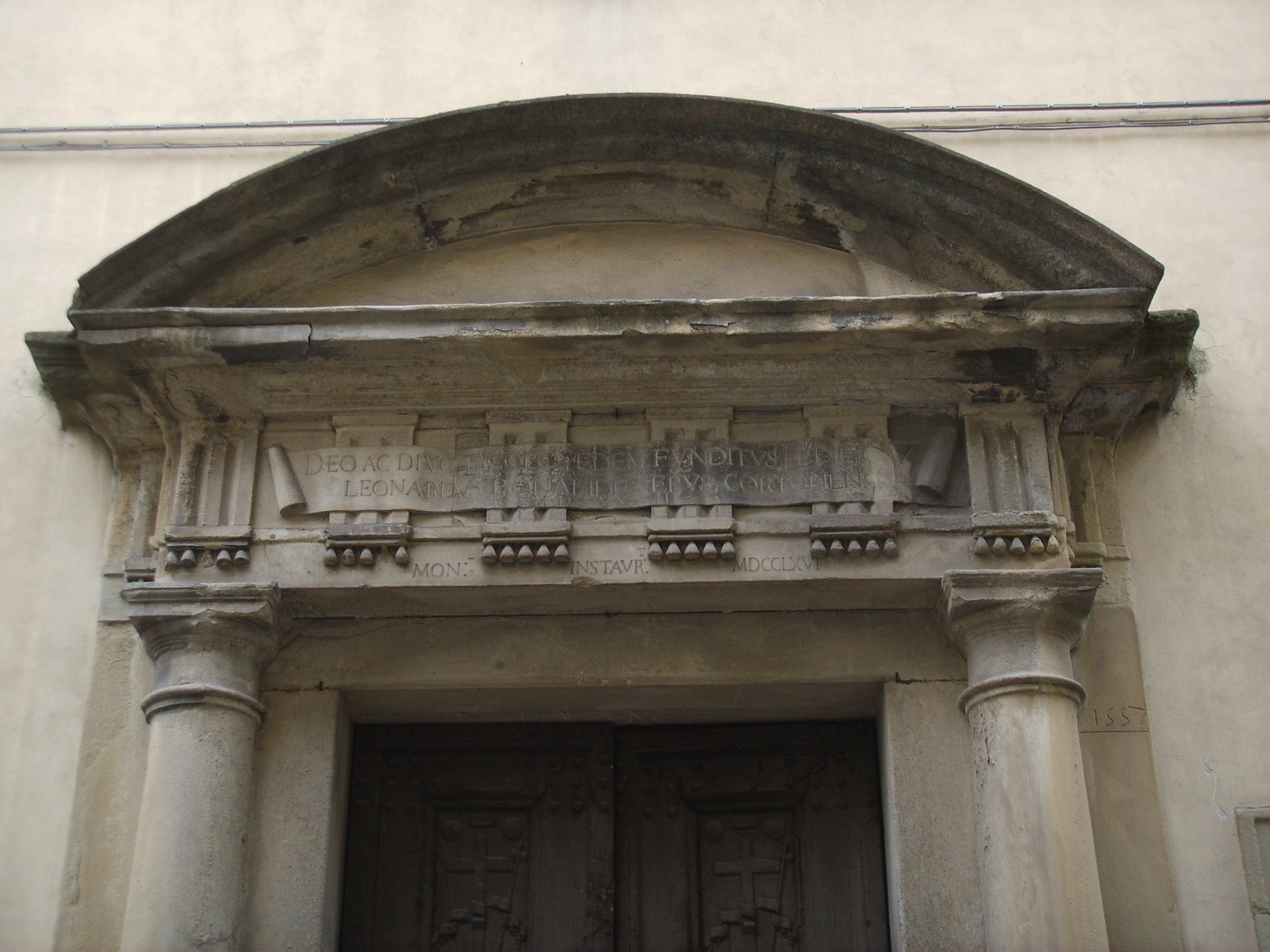
Timpano e iscrizione
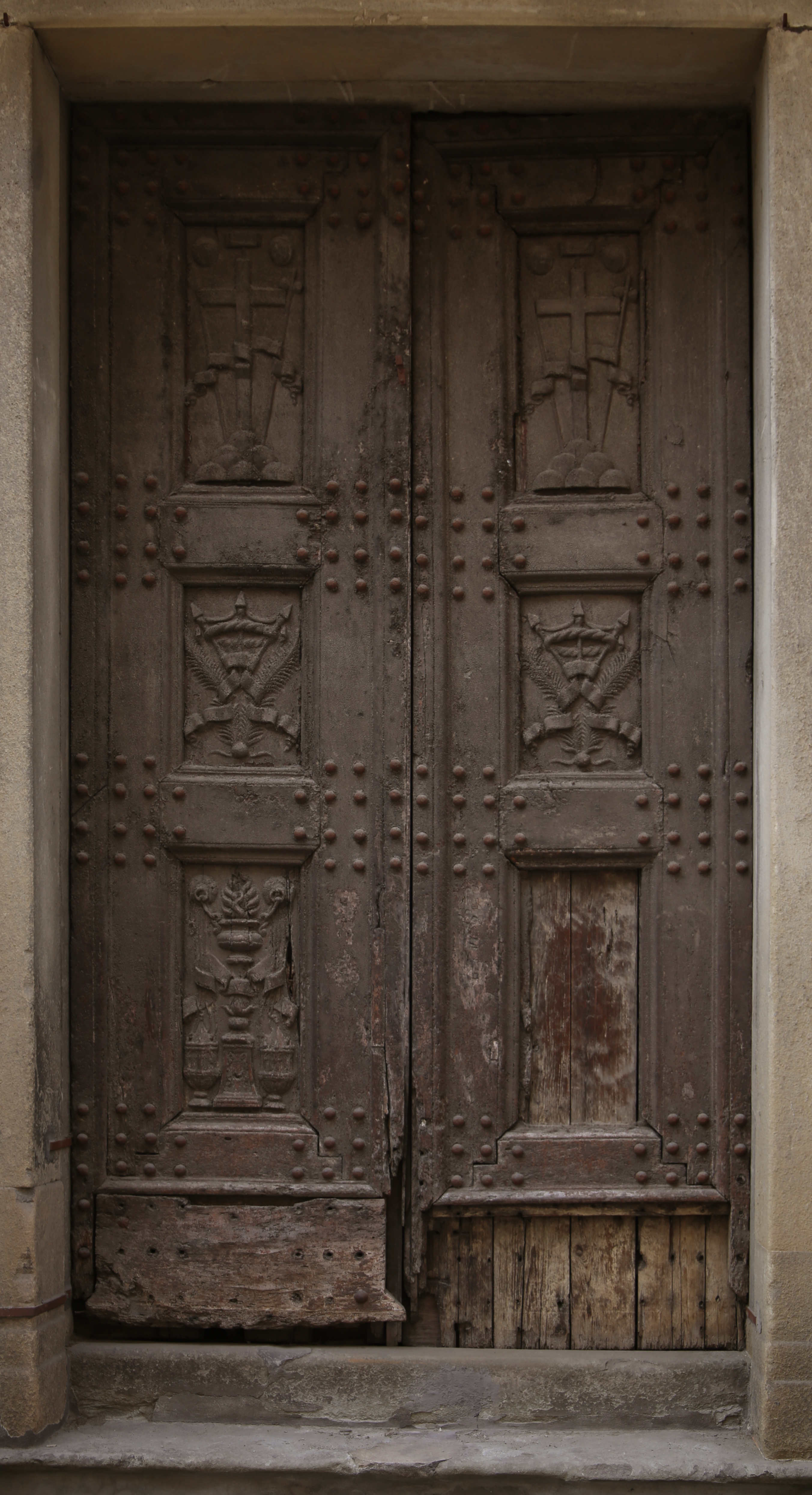
L'antico portale
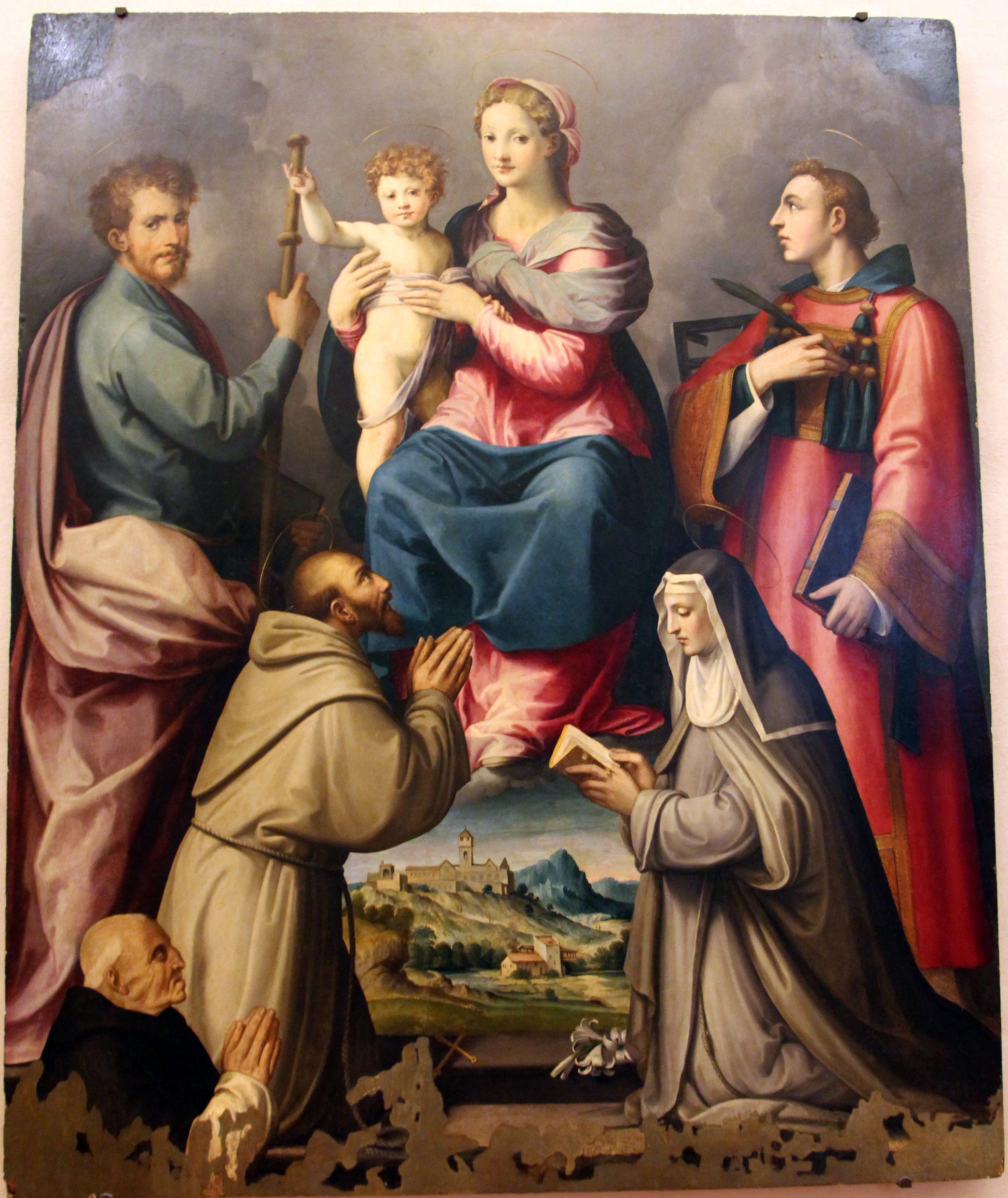
La pala di Michele Tosini